# Kohleria tubiflora
Kohleria tubiflora är en tvåhjärtbladig växtart som först beskrevs av Antonio José Cavanilles, och fick sitt nu gällande namn av Johannes von Hanstein. Kohleria tubiflora ingår i släktet Kohleria och familjen Gesneriaceae. Inga underarter finns listade i Catalogue of Life.